# Fałszerze (powieść)
Fałszerze (fr. Les Faux-monnayeurs) – powieść André Gide'a z 1925 roku. Autor wydał także Dziennik „Fałszerzy” z komentarzem. Polskimi tłumaczami byli Jarosław Iwaszkiewicz i Helena Iwaszkiewiczówna (Warszawa, Towarzystwo Wydawnicze „Rój”, 1929).

## Fabuła
Bernard i Oliwier są paryskimi licealistami. Bernard odkrywa, że jest nieślubnym synem i ucieka z domu. Nocuje w jednym łóżku u Oliwiera, który opowiada mu o swojej niedawnej niezbyt przyjemnej wizycie u prostytutki. Bernard kradnie walizkę należącą do pisarza Edwarda, wuja Oliwiera, lecz w końcu zostaje sekretarzem Edwarda. Oliwier natomiast wpada w ręce cynicznego, wręcz diabolicznego hrabiego Roberta de Passaventa, homoseksualisty, także pisarza, i wyrusza z nim w podróż w rejon Morza Śródziemnego.
Bernardowi nie układa się współpraca z Edwardem, zaczyna więc pracę jako nauczyciel w szkole, potem wraca do domu ojca. Sekretarzem Edwarda zostaje Oliwier, i ci dwaj stają się kochankami.
Wątki poboczne: Młodszy brat Oliwiera Jerzy współpracuje z gangiem fałszerzy monet. Jego starszy brat Wincenty związany jest z zamężną Laurą i ma z nią dziecko. Chłopiec o imieniu Borys popełnia samobójstwo z broni palnej przed zgromadzoną klasą i własnym dziadkiem, namówiony przez jednego z wielbicieli Passaventa. Wcześniej w Szwajcarii pani Sofroniska przeprowadza psychoanalizę u Borysa. Bohaterów są dziesiątki, ich losy się przeplatają.
Edward pisze powieść o fałszerzach, którą jest właśnie ta książka. Fragmenty oznaczone jako „Dziennik Edwarda” są luźnymi zapiskami, brudnopisem powstającego utworu. 

## Ekranizacja
W 2010 roku powstał francuski 120-minutowy film telewizyjny Les Faux-monnayeurs w reżyserii Benoît Jacquota oparty na tej powieści (Plakat). Główną rolę Edouarda X. zagrał Melvil Poupaud.